# Szwajcarka
Szwajcarka – schronisko turystyczne w Polsce położone w województwie dolnośląskim, w powiecie karkonoskim w gminie Mysłakowice.
Nazwa związana jest ze znajdującym się tutaj schroniskiem PTTK „Szwajcarka”.